# Veronica Antal
Veronica Antal, född 7 december 1935 i Nisiporești, död 24 augusti 1958 i Hălăucești, var en rumänsk jungfru, medlem av franciskanernas tredjeorden och martyr. År 1958 blev hon dödad av en yngling, då hon vägrade att ge sig sexuellt åt denne. Veronica Antal vördas som salig i Romersk-katolska kyrkan, med minnesdag den 26 augusti.

## Biografi
Veronica Antal vandrade varje dag till Hălăucești för att motta den heliga kommunionen. Hon erfor en kallelse att bli nunna, men den kommunistiska regimen hade förbjudit alla religiösa ordnar; vid sjutton års ålder gick hon med i franciskanernas tredjeorden. Hon ägnade sig åt att sköta sjuka, undervisade barn i katekesen samt bad intensivt i sin ensamhet. På kvällen den 24 augusti 1958 stannade hon kvar i kyrkan efter den heliga mässan för att städa. När hon begav sig hem, började hon att be rosenkransen. Plötsligt blev hon överfallen av en yngling, som försökte våldta henne. Då hon kämpade emot, knivhögg han henne till döds. Veronica Antal dog "in defensum castitatis", det vill säga när hon försvarade sin jungfrudom.